# Zeffie Tilbury

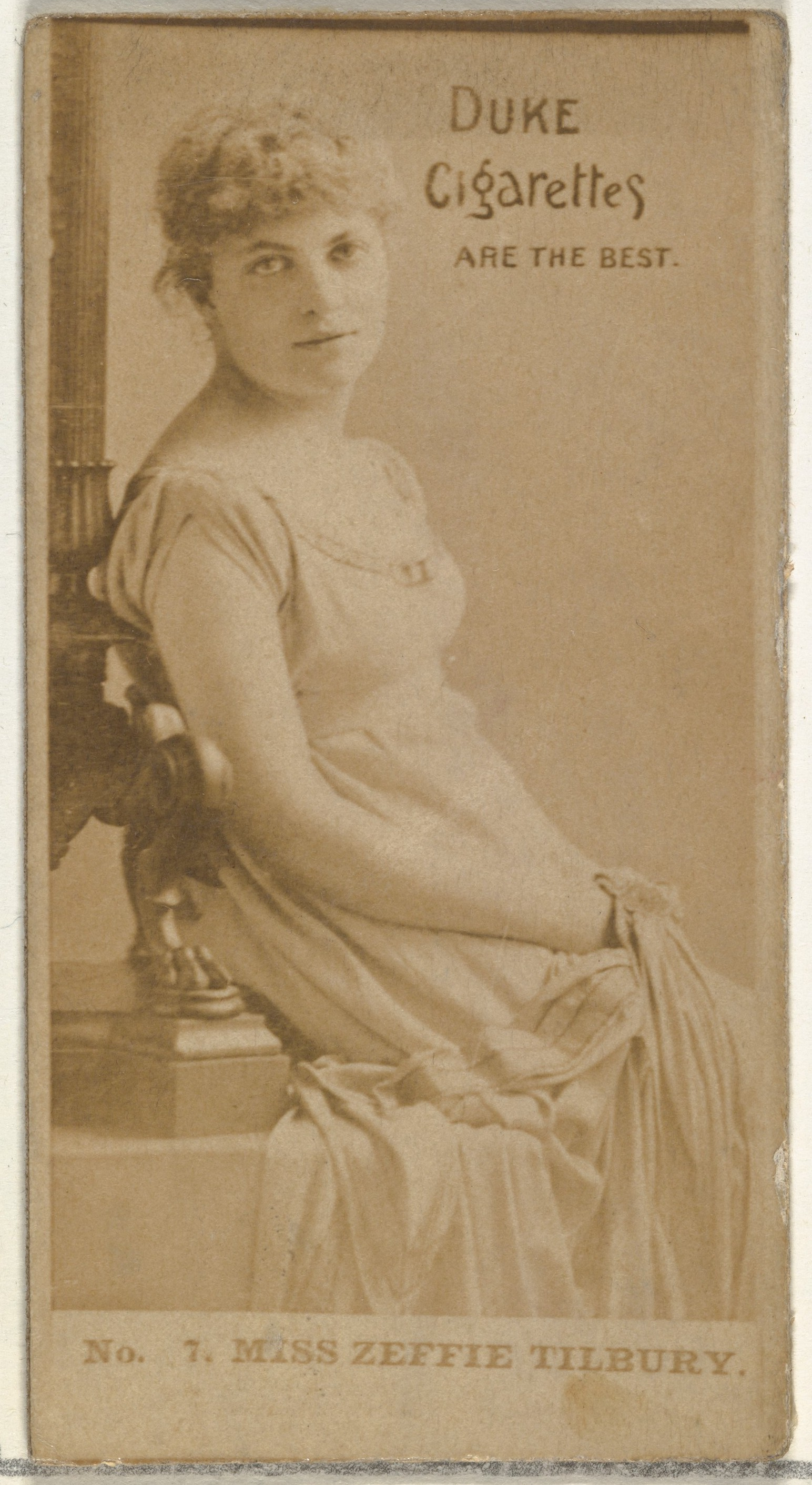
Zeffie Tilbury auf einer Zigarettenkarte (1880er-Jahre)

Zeffie Agnes Lydia Tilbury (* 20. November 1863 in Paddington, Middlesex; † 24. Juli 1950 in Los Angeles, Kalifornien) war eine britische Schauspielerin.

## Leben und Karriere
Zeffie Tilbury war Tochter der Londoner Theaterschauspielerin Lydia Thompson, die schon zu Lebzeiten als Theaterlegende galt. Zeffies Vater John Christian Tilbury arbeitete als Reitmeister und starb nur ein Jahr nach ihrer Geburt bei einem Steeplechase-Unfall. Wie ihre Mutter wurde Tilbury Schauspielerin und trat über Jahrzehnte auf den Londoner Theaterbühnen auf, unter anderem in den Stücken von Herbert Beerbohm Tree. Auch am Broadway spielte Tilbury zwischen 1904 und 1925 in über einem Dutzend Stücken.
Heute ist Tilbury hauptsächlich für ihre rund 75 Filmauftritte zwischen 1919 und 1942 bekannt. In zahlreichen Hollywoodfilmen der späten Stummfilmzeit und frühen Tonfilmzeit verkörperte sie alte Frauen, sowohl bösartiger als auch gutmütiger Natur. 1929 spielte sie an der Seite von Greta Garbo in Unsichtbare Fesseln. Außerdem spielte sie mehrmals bei den Hal Roach Studios: So verkörperte Tilbury im Laurel-und-Hardy-Film Das Mädel aus dem Böhmerwald (1936) die alte Zigeunerkönigin und in der Kurzfilmkomödie Second Childhood (1936) mit den Kleinen Strolchen eine grantige alte Hypochonderin, die innerhalb des Filmes in eine fröhliche alte Dame verwandelt wird – für diese darstellerische Leistung erhielt sie vielerseits Lob. Eine ihrer letzten Rollen hatte Zeffie Tilbury in John Fords Verfilmung von John Steinbecks Roman Früchte des Zorns (1940) als Großmutter von Tom Joad, welche die Vertreibung aus ihrer Heimat nicht verkraftet und stirbt.
1942 zog sie sich aus dem Schauspielgeschäft zurück. Es gibt Berichte, wonach sie ab den 1930er-Jahren blind gewesen sein soll, andere Quellen zweifeln diese Behauptung wiederum an. Zeffie Tilbury war zweimal verheiratet, wobei ihr zweiter Mann bereits 1915 starb. Sie starb 1950 im Alter von 86 Jahren und liegt auf dem Chapel of the Pines Crematory in Los Angeles begraben.

## Filmografie (Auswahl)
- 1919: The Avalanche
- 1921: Die Kameliendame (Camille)
- 1924: Another Scandal
- 1927: Die Nacht der Liebe (The Night of Love)
- 1929: Unsichtbare Fesseln (The Single Standard)
- 1931: Charlie Chan Carries On
- 1935: Alice Adams
- 1935: Stranded
- 1935: Der Werwolf von London (Werewolf of London)
- 1935: Der Untergang von Pompeji (The Last Days of Pompeii)
- 1936: Das Mädel aus dem Böhmerwald (The Bohemian Girl)
- 1936: Perlen zum Glück (Desire)
- 1936: Der Erbe des Hauses Farrington (Give Me Your Heart)
- 1936: Die Kameliendame (Camille)
- 1936: Die kleinen Strolche – Second Childhood (Kurzfilm)
- 1936: Ein rastloses Leben (Anthony Adverse)
- 1936: The Gorgeous Hussy
- 1936: Dünner Mann, 2. Fall (After the Thin Man)
- 1937: Im Kreuzverhör (Maid of Salem)
- 1937: Bulldog Drummond – Die Rache der schwarzen Witwe (Bulldog Drummond Comes Back)
- 1938: Marie-Antoinette
- 1938: Die Klotzköpfe (Blockheads) Szene geschnitten
- 1939: Scotland Yard erlässt Haftbefehl (Arrest Bulldog Drummond)
- 1939: Liebe und Leben des Telefonbauers A. Bell (The Story of Alexander Graham Bell)
- 1940: The Earl of Chicago
- 1940: Früchte des Zorns (The Grapes of Wrath)
- 1941: Tabakstraße (Tobacco Road)
- 1941: Sheriff von Tombstone (Sheriff of Tombstone)
- 1942: Flying with Music